# Pin sơ cấp

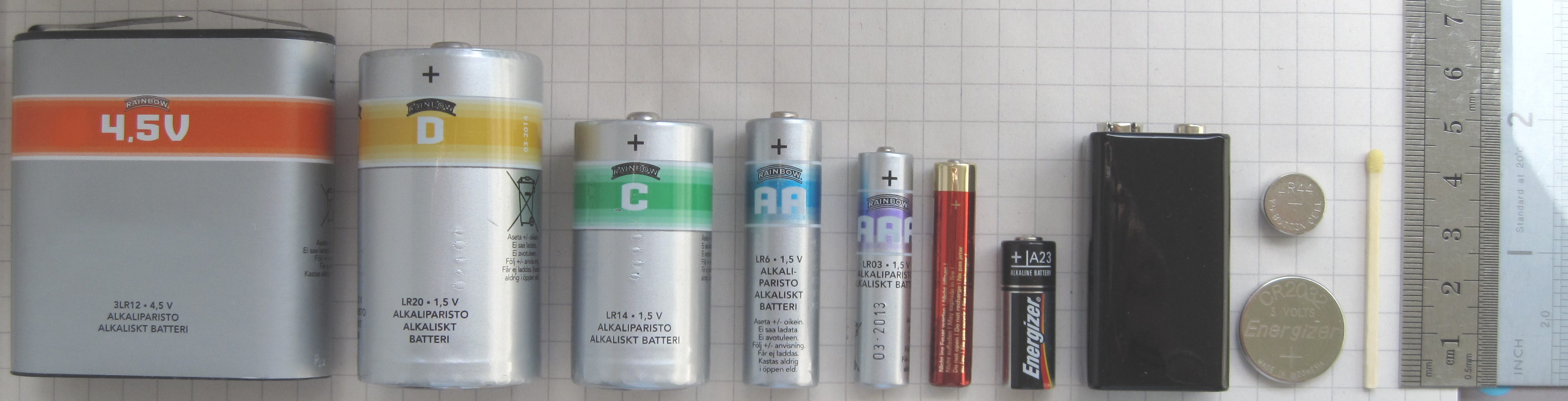
Các kích thước tiêu chuẩn của pin sơ cấp. Từ trái qua phải: pin đa bào 4,5V, D, C, AA, AAA, AAAA, A23, pin đa bào 9V, LR44 (trên), CR2032 (dưới).

Pin sơ cấp là pin (pin Galvanic) được thiết kế để sử dụng một lần và loại bỏ, không thể sạc lại bằng điện và tái sử dụng như pin thứ cấp (pin sạc). Nói chung, phản ứng điện hóa xảy ra trong tế bào (cell) là không thể đảo ngược, khiến tế bào không thể sạc lại được. Khi sử dụng pin sơ cấp, các phản ứng hóa học trong pin sẽ sử dụng hết các hóa chất tạo ra năng lượng; khi chúng không còn nữa, pin sẽ ngừng sản xuất điện. Ngược lại, trong pin thứ cấp, phản ứng có thể được đảo ngược bằng cách cho dòng điện chạy vào tế bào bằng bộ sạc pin để sạc lại, tái tạo các chất phản ứng hóa học. Các tế bào sơ cấp được sản xuất với nhiều kích cỡ tiêu chuẩn để cung cấp năng lượng cho các thiết bị gia dụng nhỏ như đèn pin và radio cầm tay.
Pin sơ cấp chiếm khoảng 90% trong thị trường pin trị giá 50 tỷ USD, nhưng pin thứ cấp đang giành được thị phần. Khoảng 15 tỷ pin sơ cấp bị vứt đi trên toàn thế giới mỗi năm, hầu như tất cả đều nằm ở bãi rác. Do chứa các kim loại nặng độc hại, acid và kiềm mạnh nên pin là chất thải nguy hại. Hầu hết các thành phố đều phân loại chúng như vậy và yêu cầu xử lý riêng. Năng lượng cần thiết để sản xuất pin lớn hơn khoảng 50 lần năng lượng chứa trong đó. Do hàm lượng chất gây ô nhiễm cao so với hàm lượng năng lượng nhỏ nên pin sơ cấp bị coi là công nghệ lãng phí, không thân thiện với môi trường. Chủ yếu là do doanh số bán các thiết bị không dây và công cụ không dây không thể cung cấp năng lượng tiết kiệm bằng pin chính ngày càng tăng và đi kèm với pin sạc tích hợp, ngành công nghiệp pin thứ cấp đã có mức tăng trưởng cao và đang dần thay thế pin chính trong các sản phẩm cao cấp.

## Xu hướng sử dụng
Vào đầu thế kỷ XXI, các loại pin sơ cấp bắt đầu mất thị phần vào tay các loại pin thứ cấp do chi phí tương đối của tế bào thứ cấp giảm. Nhu cầu năng lượng của đèn pin đã giảm nhờ việc chuyển từ bóng đèn sợi đốt sang diode phát sáng.
Thị trường còn lại phải chịu sự cạnh tranh ngày càng tăng từ các phiên bản riêng hoặc không có nhãn hiệu. Thị phần của hai nhà sản xuất hàng đầu Hoa Kỳ là Energizer và Duracell đã giảm xuống còn 37% vào năm 2012. Cùng với Rayovac, ba nhà sản xuất này đang cố gắng chuyển người tiêu dùng từ kẽm–carbon sang pin kiềm đắt tiền hơn, bền hơn.
Các nhà sản xuất pin phương Tây đã chuyển hoạt động sản xuất ra nước ngoài và không còn sản xuất pin kẽm–carbon ở Hoa Kỳ nữa.
Trung Quốc đã trở thành thị trường pin lớn nhất, với nhu cầu được dự đoán sẽ tăng nhanh hơn bất kỳ nơi nào khác và cũng đã chuyển sang sử dụng pin kiềm. Ở các nước đang phát triển khác, pin dùng một lần phải cạnh tranh với các thiết bị chạy bằng năng lượng gió và sạc giá rẻ đang ngày càng phổ biến.

## So sánh giữa pin sơ cấp và pin thứ cấp
Các pin thứ cấp (pin sạc) nói chung sử dụng tiết kiệm hơn so với các tế bào sơ cấp. Chi phí ban đầu cao hơn và chi phí mua hệ thống sạc có thể được dàn trải theo nhiều chu kỳ sử dụng (từ 100 đến 1000 chu kỳ); ví dụ, trong các dụng cụ điện cầm tay, sẽ rất tốn kém nếu thay thế bộ pin chính dung lượng cao sau mỗi vài giờ sử dụng.
Pin sơ cấp không được thiết kế để sạc lại giữa quá trình sản xuất và sử dụng, do đó, thành phần hóa học của pin phải có tốc độ tự xả thấp hơn nhiều so với các loại pin thứ cấp cũ hơn; nhưng họ đã mất đi lợi thế đó khi phát triển các loại pin thứ cấp có thể sạc lại với tốc độ tự phóng điện rất thấp như pin NiMH, có khả năng giữ điện đủ lâu để bán dưới dạng sạc trước.
Các loại pin thứ cấp phổ biến (cụ thể là NiMH và Li-ion) do điện trở trong thấp hơn nhiều nên không bị mất công suất lớn như kiềm, kẽm carbon và kẽm chloride ("pin nặng" hoặc "pin siêu nặng") gây ra với dòng điện cao.
Pin dự trữ đạt được thời gian lưu trữ rất dài (có thể từ 10 năm trở lên) mà không bị giảm dung lượng, bằng cách tách rời các bộ phận của pin một cách vật lý và chỉ lắp ráp chúng khi sử dụng. Những công trình như vậy đắt tiền nhưng được sử dụng trong các ứng dụng như đạn dược, có thể được lưu trữ trong nhiều năm trước khi sử dụng.

## Phân cực
Yếu tố chính làm giảm tuổi thọ của tế bào sơ cấp là chúng bị phân cực trong quá trình sử dụng. Điều này có nghĩa là hydro tích tụ ở cực âm và làm giảm hiệu quả của tế bào. Để giảm tác động của sự phân cực trong các tế bào thương mại và kéo dài tuổi thọ của chúng, phương pháp khử cực hóa học được sử dụng; nghĩa là, một tác nhân oxy hóa được thêm vào tế bào để oxy hóa hydro thành nước. Mangan dioxide được sử dụng trong tế bào Leclanché và tế bào kẽm–carbon, và acid nitric được sử dụng trong tế bào Bunsen và tế bào Grove.
Nhiều nỗ lực đã được thực hiện để làm cho các tế bào đơn giản tự khử cực bằng cách làm nhám bề mặt của tấm đồng để tạo điều kiện cho việc tách bong bóng hydro nhưng ít thành công. Khử cực điện hóa trao đổi hydro lấy kim loại, chẳng hạn như đồng (ví dụ như pin Daniell) hoặc bạc (ví dụ như pin oxide bạc).

## Thuật ngữ

### Cực dương và cực âm
Cực pin (điện cực) phát triển cực điện áp dương (điện cực carbon trong pin khô) được gọi là cực âm và điện cực có cực âm (kẽm trong pin khô) được gọi là cực dương. Đây là sự đảo ngược của thuật ngữ được sử dụng trong pin điện phân hoặc ống chân không nhiệt điện. Lý do là các thuật ngữ cực dương và cực âm được xác định bởi hướng của dòng điện chứ không phải bởi điện áp của chúng. Cực dương là cực mà qua đó dòng điện thông thường (điện tích dương) đi vào tế bào từ mạch ngoài, trong khi cực âm là cực mà qua đó dòng điện thông thường rời khỏi tế bào và chạy vào mạch ngoài. Vì pin là nguồn điện cung cấp điện áp để cho dòng điện chạy qua mạch ngoài nên điện áp trên cực âm phải cao hơn điện áp trên cực dương, tạo ra một điện trường hướng từ cực âm sang cực dương, để buộc điện tích dương ra khỏi cực âm thông qua điện trở của mạch ngoài.
Bên trong pin, cực dương là điện cực nơi xảy ra quá trình oxy hóa, vì nó cho các electron đi ra khỏi nó vào mạch ngoài. Cực âm là điện cực nơi xảy ra quá trình khử hóa học vì nó nhận các electron từ mạch điện.
Bên ngoài tế bào, thuật ngữ khác nhau được sử dụng. Khi cực dương truyền điện tích dương cho chất điện phân (do đó còn lại lượng electron dư mà nó sẽ tặng cho mạch điện), nó sẽ tích điện âm và do đó được kết nối với cực được đánh dấu "−" ở bên ngoài tế bào. Trong khi đó, cực âm cung cấp điện tích âm cho chất điện phân, do đó nó trở nên tích điện dương (cho phép nó nhận electron từ mạch điện) và do đó được kết nối với cực được đánh dấu "+" ở bên ngoài pin.
Sách giáo khoa cũ đôi khi chứa các thuật ngữ khác nhau có thể gây nhầm lẫn cho người đọc hiện đại. Ví dụ, sách giáo khoa năm 1911 của Ayrton và Mather mô tả các điện cực là "tấm dương" và "tấm âm".